# Oxyopes nanulineatus
Oxyopes nanulineatus är en spindelart som beskrevs av Levy 1999. Oxyopes nanulineatus ingår i släktet Oxyopes och familjen lospindlar.
Artens utbredningsområde är Israel. Inga underarter finns listade i Catalogue of Life.